# Ciao Weekend
Ciao Weekend è stato un programma televisivo italiano di genere varietà, andato in onda la domenica su Rai 2 nella stagione 1991-1992 in diretta dagli studi Dear.
Il programma, condotto da Giancarlo Magalli ed Heather Parisi, era che in pratica una versione riveduta del varietà Ricomincio da due andato in onda la stagione precedente e condotto da Raffaella Carrà: stessa formula, cast autorale quasi del tutto riconfermato (nella "squadra" presente anche stavolta Michele Mirabella), scenografia simile (ma studio di metratura inferiore, alla Dear di Roma) e musiche di Pinuccio Pirazzoli.
I vari momenti del programma erano intervallati dalle esibizioni della Parisi con il corpo di ballo, sulle musiche dell'album Io, Pinocchio scritte da Pino Daniele.
Nella stagione successiva il programma è sostituito da Acqua calda, condotto da Giorgio Faletti e Nino Frassica. 
All'interno del programma era anche presente uno spazio dedicato alla parodia della soap opera Beautiful, intitolata Beautifù, dove i vari personaggi erano imitati dalla Premiata Ditta.